# Juan Serrat
Juan Serrat Llobet (Sabadell, 8 ottobre 1927 – Sabadell, 24 gennaio 2015) è stato un pallanuotista spagnolo.

## Carriera
Era un atleta del Club Natació Barcelona. 
Nel 1948 partecipò ai Giochi di Londra 1948, nei quali si classificò all'8º posto.
Ha vinto 1 oro ai I Giochi del Mediterraneo.